# Минобэ, Кадзуясу
Кадзуясу Минобэ (яп. 見延 和靖; род. 15 июля 1987, Этидзен, Фукуи) − японский фехтовальщик-шпажист, чемпион Азии 2016 года, чемпион летних Олимпийских игр 2020 в Токио в командной шпаге.

## Биография и спортивная карьера
Родился 15 июля 1987 года в городе Этидзэн, префектура Фукуи, Япония.
Первым видом спорта Кадзуясу Минобе был каратэ, потом занялся волейболом. Он начал заниматься фехтованием в старшей школе по совету отца. Он дебютировал на международной арене в 2008 году и присоединился к сборной Японии, с которой он выиграл бронзовую медаль на Азиатских играх 2010 года в Гуанчжоу (Китай) и серебряную медаль на Азиатских играх 2014 года в Инчхоне (Южная Корея).
Принимал участие в летних Олимпийских играх 2016 года в Рио-де-Жанейро и занял 6-е место в личном первенстве среди мужчин.
Также выиграл два титула «Гран-при FIE Men’s Épée Grand Prix» и одну серебряную медаль.
Кадзуясу Минобе трижды выигрывал титул чемпиона мира «FIE Men’s Épée World Cup».
В августе 2017 года Кадзуясу Минобе был избран в комиссию спортсменов Международной федерации фехтования. В 2019 году он стал членом комитета спортсменов Японской федерации фехтования. Срок его полномочий истекает в 2021 году.
Выступает за клуб Nexus Group.

## Олимпиада 2020 в Токио
Кадзуясу Минобе выиграл золотую медаль в мужской команде в 2021 году на Олимпийских играх в Токио. Его партнерами по команде были Коки Кано, Сатору Уяма и Масару Ямада. В финале командной шпаги они победили сборную России в составе которой были Сергей Бида, Никита Глазков, Павел Сухов и Сергей Ходос.